# Abolizione della Prussia
L'abolizione della Prussia (in tedesco Abschaffung von Preußen) avvenne formalmente il 25 febbraio 1947, con decreto della Commissione alleata di controllo. Già parte della Germania, scomparve anche dal punto di vista amministrativo e il suo territorio fu suddiviso tra vari stati federati della Germania.

## Storia

La Prussia durante la Repubblica di Weimar

La Prussia fu per molti secoli una grande potenza nell'Europa centro-settentrionale, basata intorno alle città di Berlino e Königsberg, e  divenne particolarmente importante durante il XVIII e XIX secolo. Dopo la vittoria nella guerra austro-prussiana, la Prussia divenne la forza trainante nella creazione di un Impero tedesco che escludeva l'Austria (un Kleindeutsches Reich) e nel 1871 il re di Prussia Guglielmo I divenne imperatore tedesco.
Dopo la prima guerra mondiale, il nuovo Stato libero di Prussia subì la maggior parte delle perdite territoriali della Germania, ma rimase lo Stato dominante della Repubblica di Weimar. Anche prima della salita al potere di Hitler, il governo prussiano fu effettivamente abolito dal Preußenschlag del 1932. Dopo la seconda guerra mondiale, quasi tutti i territori persi dalla Germania avevano fatto parte della Prussia: la Prussia Orientale fu divisa tra Polonia e Unione Sovietica.
La Prussia fu ufficialmente abolita dalla legge del Consiglio di controllo n. 46, approvata dalle autorità di occupazione alleate, nel 1947.
Ciò portò allo scioglimento nel 1954 dell'Accademia delle arti di Prussia. Nel 1972 l'Accademia prussiana delle scienze fu rinominata. Fu abolita e sostituita dell'Accademia delle scienze e degli studi umanistici di Berlino-Brandeburgo nel 1992 come parte del processo della riunificazione tedesca.

## Legge 46
Legge del Consiglio di Controllo n. 46:
Guidato dagli interessi della preservazione della pace e della sicurezza dei popoli e con il desiderio di assicurare un'ulteriore ricostruzione della vita politica della Germania su base democratica, il Consiglio di controllo emana quanto segue:
Articolo I: Lo Stato prussiano, il suo governo centrale e tutte le sue agenzie sono aboliti.
Articolo II: I territori che facevano parte dello Stato prussiano e che sono attualmente sotto l'autorità suprema del Consiglio di controllo riceveranno lo status di Länder o saranno assorbiti nei Länder.
Le disposizioni di questo articolo sono soggette a tale revisione e ad altre disposizioni che possono essere concordate dal Consiglio di controllo, o che possono essere stabilite nella futura Costituzione della Germania.
Articolo III: Le funzioni statali e amministrative, nonché le attività e le passività dell'ex Stato prussiano saranno trasferite ai Länder appropriati, fatti salvi gli accordi eventualmente necessari e presi dal Consiglio di controllo alleato.
Articolo IV: La presente legge entra in vigore il giorno della sua firma.
Firmato a Berlino il 25 febbraio 1947.
- Marie-Pierre Kœnig, generale dell'esercito
- Vasily Sokolovsky, maresciallo dell'Unione Sovietica
- Lucius D. Clay, generale per Joseph T. McNarney, Generale
- Brian Robertson, generale di Sholto Douglas, maresciallo della Royal Air Force»